# Лисиця-будівельник (мультфільм, 1936)
«Лиса-будівельник» — радянський мальований мультфільм 1936 року. За мотивами байки І. А. Крилова.

## Сюжет
На світанку лисиця залізла в курник і в метушні потягла кілька курей. Півень вирішив збудувати новий укріплений курячий двір. Лисиця прийшла до нього з готовим проєктом та запропонувала свої послуги. Півень погодився і лисиця збудувала стіни, проте залишила для себе лазівку. На новосілля півень запросив у гості квартет: ведмедя, козла, осла та мавпочку. Під музику кури почали танцювати, а лисиця схопила жирну курку і побігла. За нею кинулась гонитва, очолена ведмедем. Втікаючи, лисиця впустила курку завдяки звірам, і ведмідь виставив її, але в кінці вона вбила і потягла півня.

## Знімальна група
| Лібретто          | Еммануїла Двінського                                                                            |
| Режисер-художник  | Олександр Іванов                                                                                |
| Композитор        | Олександр Варламов                                                                              |
| Старший художник  | Ю. Попов                                                                                        |
| Асистент-художник | Геннадій Філіппов                                                                               |
| Художники:        | Петро Носов, Фаїна Єпіфанова, Ламіс Бредіс, Борис Дежкін, Н. А. Теребіна, Ст. Купер, Ш. Камалів |
| Оператор          | Д. Каретний                                                                                     |
| Звукооператор     | А. Свердлов                                                                                     |

- Творці наведені за титрами мультфільму.

## Відмінності від байки
- Місце Лева в мультфільмі займає півень, який зрештою сам і стає здобиччю лисиці.
- Запрошені музиканти — герої попереднього мультфільму Олександра Іванова, який не зберігся, «Квартет» 1935 року. Вони ж присутні й в повоєнному мультфільмі з такою самою назвою.